# 聖佐治 (明尼蘇達州)
聖佐治（英語：St. George）是位於美國明尼蘇達州尼科萊特縣西牛頓鎮區的一個非建制地區。

## 歷史
聖佐治的郵局於1894年設立，其後於1904年停運。

## 地理
聖佐治所處的海拔為高於海平面300米（即984英呎），而該地所採用的時區為UTC-6，即北美中部時區（CST）。同時該地設有夏令時間，為UTC-6調快一小時，即UTC-5（CDT）。